# 疏序球花报春
疏序球花报春（学名：Primula laxiuscula）为报春花科报春花属下的一个种。

## 扩展阅读
- 維基物種上的相關：疏序球花报春